# 太原中央综合医院
太原中央综合医院，又称太原中央医院，是越南卫生部下属的一级医院，成立于1951年，负责越南东北部山区少数民族的医疗检查和治疗。该医院位于太原省中心地区，为该省120多万人提供医疗服务:860。